# جون اتو
اتو جون (انگلیسی: Jun Etō؛ ۲۵ دسامبر ۱۹۳۲ – ۲۱ ژوئیهٔ ۱۹۹۹) نویسنده، نقاد ادبی اهل ژاپن بود.
از فیلم‌ها یا برنامه‌های تلویزیونی که وی در آن نقش داشته‌است می‌توان به جی.ای. سامورایی اشاره کرد.